# Ergometrine
Ergometrine còn được gọi là ergonovine, là một loại thuốc được sử dụng để gây co thắt tử cung để điều trị chảy máu âm đạo nặng sau khi sinh. Thuốc có thể được dùng qua đường uống, hoặc dùng bằng cách tiêm vào cơ bắp hoặc tiêm vào tĩnh mạch. Thuốc sẽ bắt đầu hoạt động trong vòng 15 phút nếu dùng qua đường miệng và tác dụng sẽ khởi phát nhanh hơn nếu sử dụng bằng cách tiêm. Các hiệu ứng sẽ kéo dài từ 45 đến 180 phút.
Các tác dụng phụ thường gặp có thể kể đến như huyết áp cao, nôn mửa, co giật, nhức đầu và huyết áp thấp. Các tác dụng phụ nghiêm trọng khác có thể có ngộ độc ergotin. Thuốc ban đầu được chế xuất từ nấm ergot lúa mạch đen nhưng cũng có thể được làm từ axit lysergic.  Ergometrine được kiểm soát chặt ché vì chúng có thể được sử dụng để chế tạo acid lysergic diethylamide (LSD).
Ergometrine được phát hiện vào năm 1932. Nó nằm trong danh sách các thuốc thiết yếu của Tổ chức Y tế Thế giới, tức là nhóm các loại thuốc hiệu quả và an toàn nhất cần thiết trong một hệ thống y tế. Chi phí bán buôn ở các nước đang phát triển là từ 0,12 đến 0,41 USD cho một liều tiêm và 0,01 USD cho dạng viên thuốc vào năm 2014.  Tại Hoa Kỳ, chúng có giá vào  khoảng 1,75 USD cho mỗi liều.